# Dicranomyia (Dicranomyia) montium
Dicranomyia (Dicranomyia) montium is een tweevleugelige uit de familie steltmuggen (Limoniidae). De soort komt voor in het Oriëntaals gebied.